# Monte San Juan
Monte San Juan è un comune del dipartimento di Cuscatlán, in El Salvador.